# بريان جوش
بريان جوش (بالإنجليزية: Bryan Josh)‏ هو عازف قيثارة ومغني بريطاني، ولد في 1967.

## وصلات خارجية
- بريان جوش على موقع ميوزك برينز (الإنجليزية)
- بريان جوش على موقع ديسكوغز (الإنجليزية)